# Synagoga Włoska w Stambule
Synagoga Włoska w Stambule (tzw. Kal de los Frankos) – synagoga znajdująca się w Stambule, w północnej części Złotego Rogu.
Synagoga została zbudowana w XIX wieku, lecz pod kilkudziesięciu latach zawaliła się. W 1931 roku synagogę odbudowała włoska gmina żydowska w Stambule (wł. Comunita Israelitico-Italiana di Istanbul). Synagoga jest cały czas czynna, a nabożeństwa odbywają się regularnie podczas szabatów oraz największych świąt żydowskich.